# 市町村道
市町村道是日本市町村區域内、由市町村議會作路線認定的道路。

## 概要
市町村長於市町村區域内部分根據該市町村議會議決認定的路線（道路法第8条）。如經過其他市町村區域則需要當地市町村長的承諾。市的為市道、町的為町道、村的為村道。另外、東京都特別區為與市町村道相當的特別區道（亦有單稱區道）。以下、市町村道的場合皆包含特別區道。
市町村道的管理由此路線所在的市町村負責。

## 區別
市町村道大致分為2種。
- 幹線市町村道：作為國道（高速自動車國道・一般國道）補完、與都道府縣道（主要都道府縣道・一般都道府縣道）等構成地方幹線道路網的道路
- 一般市町村道：上列以外的市町村道。日常生活所必要的生活道路

由於市町村道的膨大與延長、為特定幹線市町村道進行優先整備。幹線市町村道依重要度分為幹線一級市町村道、幹線二級市町村道。

### 幹線一級市町村道
- 都市計劃決定的街路
- 主要集落（戶數50戶以上）、與此集落有密接關係的其他主要集落間連絡的道路

### 幹線二級市町村道
- 集落（戶數30戶以上）間連絡的道路
- 集落與密接的一般國道、都道府縣道、幹線一級市町村道連絡的道路